# العلاقات السودانية البوليفية
العلاقات السودانية البوليفية هي العلاقات الثنائية التي تجمع بين السودان وبوليفيا.

## مقارنة بين البلدين
هذه مقارنة عامة ومرجعية للدولتين:
| وجه المقارنة                                              | السودان                     | بوليفيا                                          |
| --------------------------------------------------------- | --------------------------- | ------------------------------------------------ |
| المساحة (كم2)                                             | 1.89 مليون                  | 1.10 مليون                                       |
| عدد السكان (نسمة)                                         | 40.53 مليون                 | 11.05 مليون                                      |
| الكثافة السكانية (ن./كم²)                                 | 21.44                       | 10.05                                            |
| العاصمة                                                   | الخرطوم                     | سوكري، لاباز                                     |
| اللغة الرسمية                                             | اللغة العربية، لغة إنجليزية | اللغة الإسبانية، اللغة الأيمرية، كتشوا، غوارانية |
| العملة                                                    | جنيه سوداني                 | بوليفاريو بوليفي                                 |
| الناتج المحلي الإجمالي (بليون دولار)                      | 117.49 مليار                | 37.51 مليار                                      |
| الناتج المحلي الإجمالي (تعادل القوة الشرائية) بليون دولار | 176.55 مليار                | 74.58 مليار                                      |
| الناتج المحلي الإجمالي الاسمي للفرد دولار أمريكي          | 2.41 ألف                    | 3.08 ألف                                         |
| الناتج المحلي الإجمالي للفرد دولار أمريكي                 | 4.07 ألف                    | 6.63 ألف                                         |
| مؤشر التنمية البشرية                                      | 0.479                       | 0.662                                            |
| رمز المكالمات الدولي                                      | +249                        | +591                                             |
| رمز الإنترنت                                              | سودان                       | .bo                                              |
| المنطقة الزمنية                                           | ت ع م+03:00، ت ع م+02:00    | 00                                               |

## منظمات دولية مشتركة
يشترك البلدان في عضوية مجموعة من المنظمات الدولية، منها:
| علم المنظمة | اسم المنظمة                        | تاريخ انضمام السودان | تاريخ انضمام بوليفيا |
| ----------- | ---------------------------------- | -------------------- | -------------------- |
|             | الاتحاد البريدي العالمي            | ?                    | ?                    |
|             | مؤسسة التنمية الدولية              | 24 سبتمبر 1960       | 21 يونيو 1961        |
|             | منظمة حظر الأسلحة الكيميائية       | ?                    | ?                    |
|             | الأمم المتحدة                      | 12 نوفمبر 1956       | 14 نوفمبر 1945       |
|             | وكالة ضمان الاستثمار متعدد الأطراف | 7 نوفمبر 1991        | 3 أكتوبر 1991        |
|             | منظمة الشرطة الجنائية الدولية      | ?                    | ?                    |
|             | مؤسسة التمويل الدولية              | 21 أكتوبر 1960       | 20 يوليو 1956        |
|             | الاتحاد الدولي للاتصالات           | 23 أكتوبر 1957       | 1 يونيو 1907         |
|             | البنك الدولي للإنشاء والتعمير      | 5 سبتمبر 1957        | 27 ديسمبر 1945       |
|             | يونسكو                             | 26 نوفمبر 1956       | 13 نوفمبر 1946       |

## وصلات خارجية
- موقع وزارة الخارجية السودانية
- موقع وزارة الخارجية البوليفية